# 小水一男
小水 一男（こみず かずお、1946年12月14日 - ）は、日本の映画監督、脚本家、俳優、写真家。

## 人物
宮城県仙台市出身。昭和40年代のピンク映画 - 日活ロマンポルノの代表作家の一人である。本名よりもあだ名のガイラで知られ、この名義でクレジットした作品もある。由来は、容貌が特撮映画『フランケンシュタインの怪獣 サンダ対ガイラ』に登場する怪獣ガイラに似ていたことによる。

## 経歴
日本大学藝術学部を中退し、1966年に若松孝二率いる若松プロダクションに入社。若松、足立正生、沖島勲、大和屋竺らのもとで助監督のキャリアを積み、1970年に『私を犯して』で監督・脚本デビュー。また、俳優としても大和屋の監督作品『愛欲の罠』で秋山道男とコンビで不気味な殺し屋役を演じるなど、活躍した。
その後、一時映画界を離れ、写真家・長濱治のもとで商業写真を手がける。1980年には『ラビットセックス・女子学生集団暴行事件』で映画界に復帰し、1990年に旧友・ビートたけしからのオファーを受け、『ほしをつぐもの』で一般映画に進出した。

## 現在
現在はレストランの経営の傍ら、Vシネマなどのビデオ映画のプロデュースを行っている。

## レストラン
東京・初台にてレストラン 「コズミックダイニング・ガイラ/Cosmic Dining Gaira」を経営している。

## 主な作品

### 映画
- 私を犯して（1970年）
- 噴出祈願 15歳の売春婦（国映、1971年08月04日公開）※小水ガイラ名義
- ラビットセックス 女子学生集団暴行事件（国映、1980年）
- 悶えて濡れて（国映、1981年）
- 女教師 スキャンダル（ミリオンフィルム、1981年）
- 強烈セックス 欲情看護婦（新東宝映画、1981年10月09日公開）
- キャッチガール 舌戯悶絶（ミリオンフィルム、1981年）
- バイオレンス・ポルノ 縄と暴行（ミリオンフィルム、1982年）
- バイオレンス・ポルノ 縄姦（ミリオンフィルム）
- 変態全裸犯し（新東宝映画、1982年）
- 人妻凌辱（新東宝映画、1984年）
- 処女のはらわた（六月劇場、1986年5月31日公開）※ガイラ名義。脚本兼任[2]。
- 美女のはらわた（六月劇場、1986年9月23日公開）※ガイラ名義。脚本兼任[3]。
- 拷問貴婦人（1987年6月20日公開）※ガイラ名義。脚本兼任[4]。
- 井上あんりのザ・裏モデル（1988年1月9日公開）※ガイラ名義。脚本は佐竹一男と共作[5]。
- ほしをつぐもの（1990年2月3日公開）
- XX ダブルエックス 美しき凶器（東映、1993年12月22日公開）※ガイラ名義

### オリジナルビデオ
- GUZOO 神に見捨てられしもの（1986年）※ガイラ名義。脚本兼任。
- バトルガール Tokyo Crisis Wars（1991年）
- 極道の姐 玲子（ケイエスエス、1994年）
- ざけんなよ!（ミュージアム、1998年）
- アクセル ブチギレ女の暴走クラッシュ!!（レジェンド・ピクチャーズ、2000年）
- 東京大停電 エレベーターパニック（2000年）
- エロティックスローター 唇に銃口（2000年）
- 令嬢強奪（2001年）

### 脚本のみ
- セックスドキュメント　ぶち込みたい！（1979年、渡辺護監督）※ガイラ・チャン名義[6]
- セミドキュメント　にせ婦人科医（1979年、高橋伴明監督）※ガイラ・チャン名義
- セックスドキュメント　変態飼育（1980年、渡辺護監督）※ガイラチャン名義[7]
- 女子学生を縛る（改題：「縄で本番」）（1981年）
- 女の穴場　三度目の絶頂（1982年、渡辺護監督）※小水ガイラ名義[8]
- セーラー服色情飼育（1982年、渡辺護監督）※ガイラ・チャン名義
- 痴漢電車　いたずらな指（1982年、渡辺護監督）※小水ガイラ名義
- 処女暴行　裂かれた肉（1983年、渡辺護監督）※小水ガイラ名義
- 美少女　ONANIE（1983年、渡辺護監督）※小水ガイラ名義[9]
- 箱の中の女　処女いけにえ（1985年、小沼勝監督）※ガイラ名義[10]
- 凌辱めす市場　監禁（1985年、上垣保朗監督）※ガイラ名義[11]
- 箱の中の女２（1988年、小沼勝監督）※ガイラ名義
- 瓶詰め地獄（1986年、川崎善広監督）※ガイラ名義[12]

### 出演
- 性の放浪（1967年9月12日）
- 性遊戯（1969年2月24日）
- 狂走情死考（1969年）
- 性賊 セックスジャック（1970年12月29日）
- 噴出祈願 15歳の売春婦（1971年8月4日）
- 愛欲の罠（1973年12月15日）
- ミミズのうた（1983年5月23日）
- 制服監禁暴行（1986年）
- ドライフラワー（1986年）
- エンドレスワルツ（1995年10月7日）
- ソドムの市（2004年10月16日、高橋洋監督）
- サンクチュアリ（2005年10月7日、瀬々敬久監督）
- 映画監督って何だ! （2006年11月4日）